# Veribubo olgae
Veribubo olgae är en tvåvingeart som beskrevs av Zaitzev 1998. Veribubo olgae ingår i släktet Veribubo och familjen svävflugor. Inga underarter finns listade i Catalogue of Life.